# Les Blouses blanches (film, 1961)
Pour les articles homonymes, voir Les Blouses blanches.
Pour plus de détails, voir Fiche technique et Distribution.
Les Blouses blanches (titre original : The Young Doctors) est un film américain réalisé par Phil Karlson, sorti en 1961.

## Synopsis
Au sein d'un hôpital, le jeune docteur David Coleman venant d'y être embauché s'oppose à son chef de service, le vieillissant docteur Joseph Pearson qui voit en lui un rival. En particulier, leurs diagnostics diffèrent sur le cas de l'infirmière Cathy Hunt, atteinte d'une tumeur au genou, dont Coleman tombe amoureux...

## Fiche technique
- Titre : Les Blouses blanches
- Titre original : The Young Doctors
- Réalisation : Phil Karlson
- Scénario : Joseph Hayes, d'après le roman Final Diagnostic d'Arthur Hailey
- Musique (et direction musicale) : Elmer Bernstein
- Directeur de la photographie : Arthur J. Ornitz
- Direction artistique : Jim Di Gangi et Angelo Laiacona
- Décors de plateau : Gene Callahan
- Costumes : Ruth Morley
- Montage : Robert Swink (consultant : Hal Ashby)
- Producteurs : Stuart Millar et Lawrence Turman
- Sociétés de production : Millar-Turman Prod. / Drexel Films
- Société de distribution : United Artists
- Genre : Film dramatique
- Film en noir et blanc - 100 minutes
- Dates de sortie :
  - États-Unis : 23 août 1961 (première à New York)
  - France : 9 janvier 1963

## Distribution
- Fredric March : Dr Joseph Pearson
- Ben Gazzara : Dr David Coleman
- Dick Clark : Dr Alexander
- Ina Balin : Cathy Hunt
- Eddie Albert : Dr Charles Dornberger
- Phyllis Love : Mme Elizabeth Alexander
- Edward Andrews : Jim Bannister
- Aline MacMahon : Dr Lucy Grainger
- Arthur Hill : Tomaselli
- Rosemary Murphy : Mlle Graves
- Barnard Hughes : Dr O'Donnell
- George Segal : Dr Howard
- Matt Crowley : Dr Rufus
- Dolph Sweet : un policier en voiture
- Dick Button : un interne
- Ronald Reagan (V.O.) : le narrateur (voix)

Acteurs non crédités :
- Barney Martin : un chauffeur de bus
- Addison Powell : un physicien